# Jens Peter Jacobsen
Jens Peter Jacobsen (ur. 7 kwietnia 1847 w Thisted, zm. 30 kwietnia 1885 tamże) – duński pisarz i biolog.

## Życiorys
Jest uznawany za jednego z najwybitniejszych poetów skandynawskich. W prozie był przedstawicielem naturalizmu i jego prekursorem w Danii. Ukończył studia przyrodnicze na uniwersytecie w Kopenhadze. Prowadził badania nad florą części Danii. Zmarł na gruźlicę w wieku 38 lat.
Wyrażał ateizm i wolnomyślicielstwo. Przetłumaczył na duński dzieła Charlesa Darwina, On the Origin of Species (1871–73) i The Descent of Man (1874).

## Wybrane dzieła
- 1870: Gurresange
- 1872: Mogens
- 1876: Maria Grubbe[4][5]
- 1880: Niels Lyhne[4][5]
- 1882: Pani Fønss
- 1886: Digte og udkast